# Benzonitrilo
Benzonitrilo, también llamado cianobenceno, es un compuesto orgánico que huele a almendra. Es un líquido incoloro que irrita la piel y los ojos. Se obtiene desde la deshidratación de benzamida o de la reacción entre el cianuro de sodio y bromobenceno.